# Friedrich Gennrich
Friedrich Gennrich, född 27 mars 1883 i Colmar, död 22 september 1967 i Langen, Hessen, var en tysk musikhistoriker.
Friedrich Gennrich studerade romansk filologi och musikvetenskap för Friedrich Ludwig, var till 1919 överlärare i Strassburg, blev 1929 Studienrat och senare professor i musikvetenskap i Frankfurt am Main. Han specialiserade sig på medeltida enstämmig sång, särskilt minnesångarnas, trubadurerna och trouvèrernas musik, varom han utgav ett flertal arbeten, bland annat Die altfranzösische Rotrounge (1925), Das Formproblem des Minnesangs (i Deutsche Viertel-jahrsschrift für Literaturwissenschaft und Geistes-geschichte, 1931), Grundriss einer Formenlehre der mittelalterlichen Liedes (1932). I Musikwissenschaft und romanische Philologie (1918) framlade han sitt forskningsprogram.